# Barberey-Saint-Sulpice
Barberey-Saint-Sulpice és un municipi francès situat al departament de l'Aube i a la regió del Gran Est. L'any 2007 tenia 1.176 habitants.

## Demografia

### Població
El 2007 la població de fet de Barberey-Saint-Sulpice era de 1.176 persones. Hi havia 433 famílies de les quals 80 eren unipersonals (49 homes vivint sols i 31 dones vivint soles), 137 parelles sense fills, 203 parelles amb fills i 13 famílies monoparentals amb fills.
La població ha evolucionat segons el següent gràfic:
Habitants censats

### Habitatges
El 2007 hi havia 455 habitatges, 443 eren l'habitatge principal de la família, 2 eren segones residències i 10 estaven desocupats. 434 eren cases i 17 eren apartaments. Dels 443 habitatges principals, 367 estaven ocupats pels seus propietaris, 54 estaven llogats i ocupats pels llogaters i 22 estaven cedits a títol gratuït; 3 tenien una cambra, 5 en tenien dues, 54 en tenien tres, 170 en tenien quatre i 210 en tenien cinc o més. 368 habitatges disposaven pel capbaix d'una plaça de pàrquing. A 158 habitatges hi havia un automòbil i a 254 n'hi havia dos o més.

### Piràmide de població
La piràmide de població per edats i sexe el 2009 era:
| Homes | Edats   | Dones |
| ----- | ------- | ----- |
| 0     | 95 o +  | 0     |
| 0     | 90 a 94 | 0     |
| 8     | 85 a 89 | 8     |
| 4     | 80 a 84 | 4     |
| 16    | 75 a 79 | 24    |
| 20    | 70 a 74 | 4     |
| 20    | 65 a 69 | 28    |
| 28    | 60 a 64 | 28    |
| 24    | 55 a 59 | 8     |
| 40    | 50 a 54 | 44    |
| 16    | 45 a 49 | 16    |
| 12    | 40 a 44 | 24    |
| 36    | 35 a 39 | 24    |
| 32    | 30 a 34 | 32    |
| 20    | 25 a 29 | 20    |
| 20    | 20 a 24 | 28    |
| 12    | 15 a 19 | 20    |
| 20    | 10 a 14 | 24    |
| 28    | 5 a 9   | 28    |
| 20    | 0 a 4   | 28    |

## Economia
El 2007 la població en edat de treballar era de 731 persones, 574 eren actives i 157 eren inactives. De les 574 persones actives 532 estaven ocupades (286 homes i 246 dones) i 40 estaven aturades (15 homes i 25 dones). De les 157 persones inactives 56 estaven jubilades, 67 estaven estudiant i 34 estaven classificades com a «altres inactius».

### Ingressos
El 2009 a Barberey-Saint-Sulpice hi havia 440 unitats fiscals que integraven 1.250 persones, la mediana anual d'ingressos fiscals per persona era de 18.169,5 €.

### Activitats econòmiques
Dels 123 establiments que hi havia el 2007, 2 eren d'empreses extractives, 2 d'empreses alimentàries, 6 d'empreses de fabricació d'altres productes industrials, 13 d'empreses de construcció, 58 d'empreses de comerç i reparació d'automòbils, 8 d'empreses de transport, 9 d'empreses d'hostatgeria i restauració, 1 d'una empresa d'informació i comunicació, 3 d'empreses financeres, 7 d'empreses immobiliàries, 11 d'empreses de serveis i 3 d'empreses classificades com a «altres activitats de serveis».
Dels 21 establiments de servei als particulars que hi havia el 2009, 1 era una gendarmeria, 1 oficina de correu, 5 tallers de reparació d'automòbils i de material agrícola, 2 tallers d'inspecció tècnica de vehicles, 2 paletes, 1 fusteria, 2 lampisteries, 3 electricistes, 1 perruqueria i 3 restaurants.
Dels 19 establiments comercials que hi havia el 2009, 1 era, 3 grans superfícies de material de bricolatge, 1 una botiga de menys de 120 m², 1 una peixateria, 2 botigues de roba, 2 botigues d'equipament de la llar, 1 una botiga d'equipament de la llar, 1 una sabateria, 2 botigues de mobles, 1 una botiga de material de revestiment de parets i terra, 1 un drogueria, 1 una perfumeria i 2 floristeries.
L'any 2000 a Barberey-Saint-Sulpice hi havia 7 explotacions agrícoles.

## Equipaments sanitaris i escolars
El 2009 hi havia una escola elemental.

## Poblacions més properes
El següent diagrama mostra les poblacions més properes.